# Hymenaster glaucus
Hymenaster glaucus är en sjöstjärneart som beskrevs av Percy Sladen 1882. Hymenaster glaucus ingår i släktet Hymenaster och familjen knubbsjöstjärnor. Inga underarter finns listade i Catalogue of Life.